# Daniel Cameron

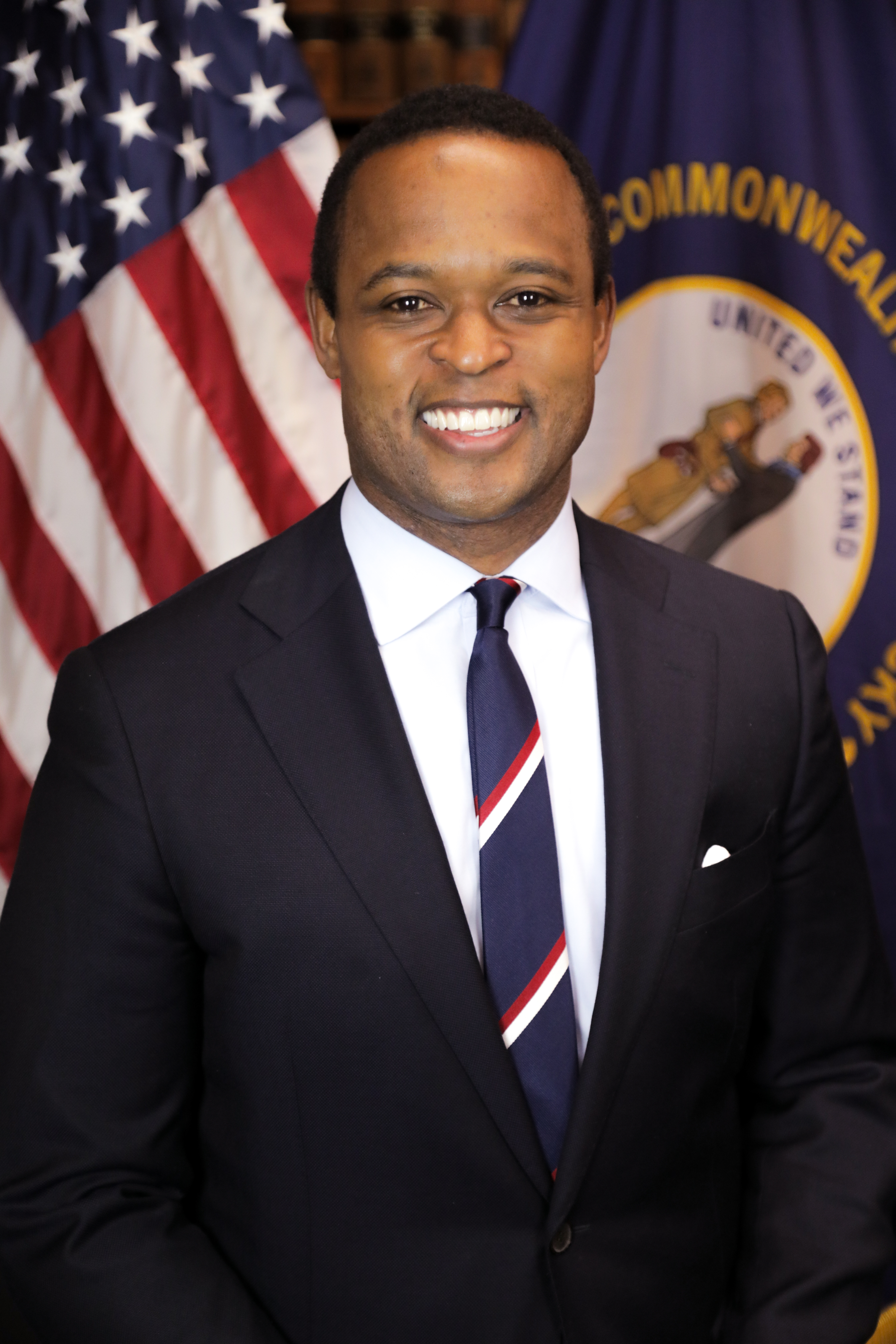
Daniel Cameron (2019)

Daniel Jay Cameron (geboren am 22. November 1985 in Elizabethtown, Kentucky) ist ein amerikanischer Politiker der Republikanischen Partei. Der Jurist ist seit 17. Dezember 2019 Attorney General Kentuckys.

## Leben
Cameron studierte Rechtswissenschaft an der Brandeis School of Law der University of Louisville. Er war zwei Jahre lang Gerichtspraktikant (law clerk) des Bundesrichters Gregory F. Van Tatenhove am Bundesbezirksgericht des östlichen Bezirks von Kentucky.
Danach war Cameron von 2015 bis 2017 Rechtsberater des Mehrheitsführers des US-Senats, Mitch McConnell. Als rechtlicher Berater von McConnell leitete er erfolgreich die Bestätigungsprozesse für konservative Bundesrichter, einschließlich des Richters am Obersten Gerichtshofs, Neil Gorsuch. Cameron wurde später ebenfalls als ein möglicher zukünftiger Richter von Präsident Donald Trump benannt.
Cameron erklärte am 21. Januar 2019, dass er für das Amt des Generalstaatsanwalts von Kentucky kandidiert. Er besiegte den ehemaligen demokratischen Generalstaatsanwalt Greg Stumbo bei der Wahl im November 2019. Er ist der erste Republikaner, der zum Attorney General von Kentucky gewählt wurde seit Eldon S. Dummit, der von 1944 bis 1948 amtierte. Cameron ist auch der erste afroamerikanische Generalstaatsanwalt des Bundesstaates.
International bekannt wurde Cameron durch die Ermittlungen im Todesfall Breonna Taylor.
Am 16. Mai 2023 wählte ihn seine Partei in der Vorwahl zur Gouverneurswahl 2023 zum Herausforderer des demokratischen Gouverneurs Andy Beshear. Er verlor aber die allgemeine Wahl im November 2023 mit 47,5 % gegen 52,5 % der Stimmen.